# Kabuto Dake
Kabuto Dake (japanisch かぶと岳 ‚Helm-Berg‘) ist ein kleiner Nunatak im ostantarktischen Königin-Maud-Land. Er ragt rund 35 km westlich des Mount Gaston de Gerlache im südlichen Teil des Königin-Fabiola-Gebirges auf.
Japanische Wissenschaftler nahmen 1973 Vermessungen und 1975 die deskriptive Benennung vor.